# Hans Oleak
Hans Oleak (* 2. August 1930 in Bielitz, Oberschlesien; † 7. September 2018) war ein deutscher Astrophysiker mit dem Forschungsschwerpunkt extragalaktische Objekte. 

## Leben und Wirken

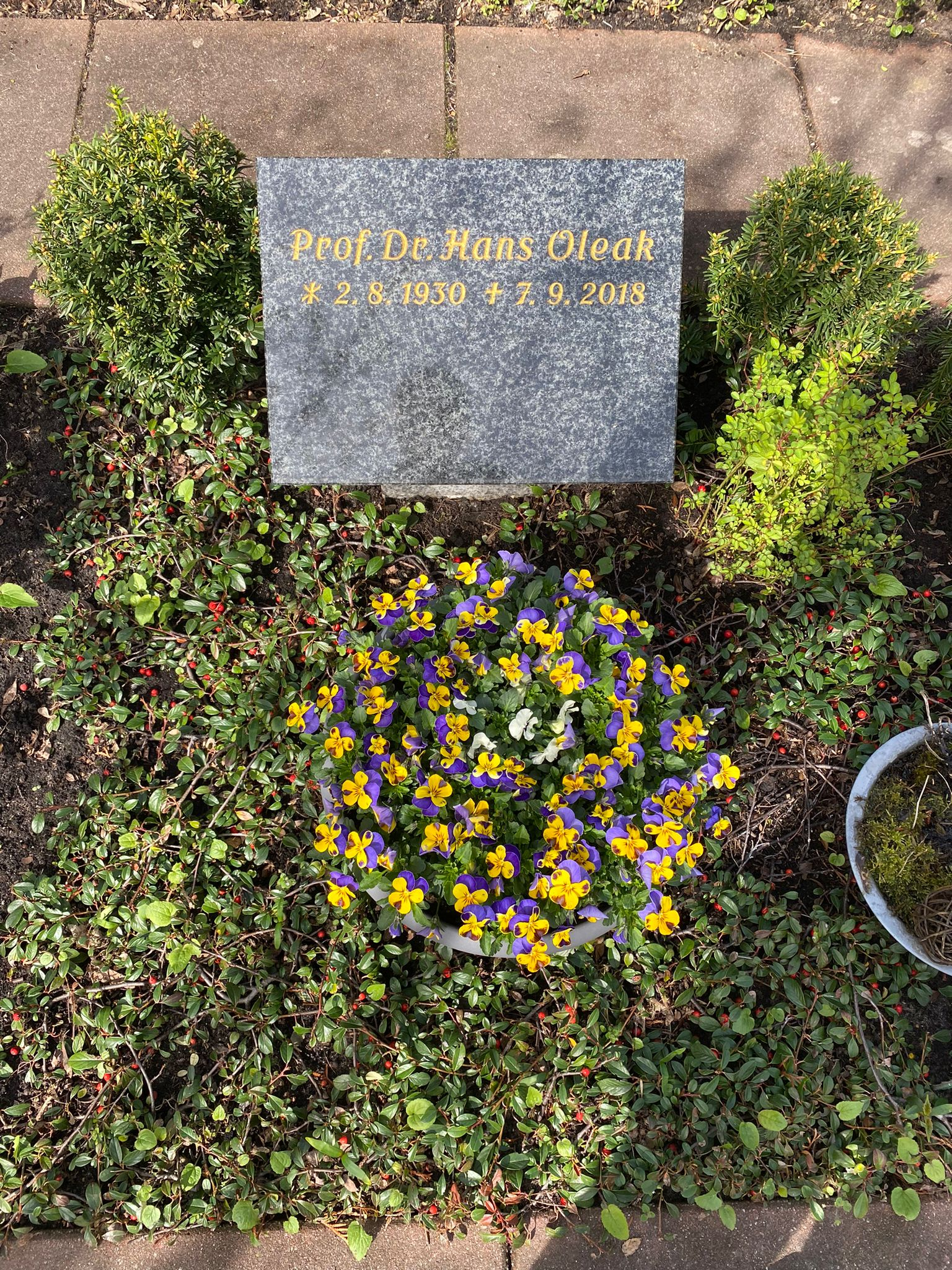
Grabstätte auf dem Alten Friedhof Potsdam

Oleak, Sohn einer Handwerkerfamilie, besuchte sowohl die Volks- als auch Oberschule in seiner oberschlesischen Geburtsstadt Bielitz (heute zu Bielsko-Biała). Im Zuge der Vertreibungen zu Ende des Zweiten Weltkrieges kam er nach Meiningen, wo er an der dortigen Oberschule 1949 das Abitur ablegte. Von 1950 bis 1956 studierte er Physik mit Schwerpunkt Astrophysik an der Friedrich-Schiller-Universität Jena. Anschließend war er an der Sternwarte Babelsberg tätig, die 1969 im Zentralinstitut für Astrophysik (heute Leibniz-Institut für Astrophysik Potsdam) aufging. 
Hans Oleak wurde 1963 an der Universität Jena promoviert (Gasdynamische Vorgänge im Feuerkugelstadium der Meteore, Promotion A), 1973 folgte die Promotion B an der Akademie der Wissenschaften der DDR mit der Arbeit Die Tredersche Gravitationstheorie aus der Sicht der beobachtenden Kosmologie. Im Jahr 1978 erhielt er die Lehrbefähigung für Astronomie der Universität Jena und bewarb sich erfolglos um den Lehrstuhl. 
Nach anfänglicher Tätigkeit in der Erforschung von Meteoren, war er von 1969 bis 1990 Leiter des Bereichs extragalaktische Forschung am Potsdamer Zentralinstitut für Astrophysik. 1981 wurde er zum Professor an der Akademie der Wissenschaften der DDR ernannt. Von 1991 bis 1995 hatte Oleak Lehraufträge an der Universität Potsdam, der Humboldt-Universität zu Berlin sowie der Technischen Universität Berlin inne. 
Oleak wurde 1949 Mitglied der National-Demokratischen Partei Deutschlands (NDPD) und übte in der Partei ehrenamtliche Funktionen aus. Oleak wurde am 9. Februar 1984 als Nachfolger von Ernst Heyer zum Vorsitzenden des Bezirksausschusses Potsdam der Nationalen Front der DDR gewählt. Am 17. Dezember 1984 wurde er auf der 8. Tagung des Hauptausschusses der NDPD als Mitglied in den Hauptausschuss der Partei kooptiert. Auf dem 13. Parteitag der NDPD im Mai 1987 wurde er erneut zum Mitglied des Hauptausschusses gewählt.
Nach der deutschen Wiedervereinigung war er 1990 Gründungsmitglied der European Astronomical Society (EAS) und 1991 des Bildungsvereins Urania „Wilhelm Foerster“ Potsdam e.V., dessen langjähriger Vorsitzender er später wurde. Von 1993 bis 1996 war er Herausgeber der astronomischen Zeitschrift Die Sterne. 
Zeitlebens vermittelte Oleak Wissen über das Universum im Rahmen von Vorträgen, sowohl vor Fach- als auch Laienpublikum sowie in der Lehrerweiterbildung.
Oleak war zweimal verheiratet, aus der ersten Ehe gingen der Musiker und Produzent Rainer Oleak sowie zwei Töchter, aus der zweiten Ehe eine weitere Tochter hervor. Oleak starb im Alter von 88 Jahren und wurde auf dem Alten Friedhof Potsdam beigesetzt.

## Auszeichnungen
- Ehrenamtspreis der Stadt Potsdam (2013, Kategorie Natur und Wissenschaft)
- Wilhelm-Foerster-Preis der Urania Potsdam (2018)[8]

## Schriften
- Gasdynamische Vorgänge im Feuerkugelstadium der Meteore (Jena 1963, Dissertation)
- Die Tredersche Gravitationstheorie aus der Sicht der beobachtenden Kosmologie (Berlin 1973, Dissertation B)